# Гренобъл Фут 38
Гренобъл Фут 38 (на френски: Grenoble Foot 38) е френски футболен клуб от град Гренобъл, който се състезава в Лига 1 на Франция.
Клубът е основан през 1892 година като „Футболен клуб Гренобъл“. През 1997 г. след сливане на „Олимпик Гренобъл Изер“ и „Норкап Гренобъл“ се създава новият Гренобъл Фут 38.
През 2004 г. японският холдинг „Japanese enterprise Index which“ става собственик на клуба. Скоро е построен нов стадион Стад де'з Алп (Stade des Alpes), с първоначален капацитет от 20 000 седящи места, който е открит през февруари 2008 г.

## Предишни наименования на клуба
- 1892 – 1977 „Football Club de Grenoble“
- 1977 – 1984 „Football Club Association Sportive de Grenoble“
- 1984 – 1990 „Football Club de Grenoble Dauphine“
- 1990 – 1992 „Football Club de Grenoble Isère“
- 1992 – 1993 „Football Club de Grenoble Jojo Isère“
- 1993 – 1997 „Olympique Grenoble Isère“
- 1997 – Grenoble Foot 38

## Известни бивши футболисти
- Юри Джоркаеф
- Густаво Пойет

## Български футболисти
- Пламен Марков: 1987/90 - (55 мача - 13 гола)
- Христо Янев: 2007/09 - (50 мача - 6 гола)